# Arzens
Arzens és un municipi francès de la regió d'Occitània, al departament de l'Aude. L'1 de gener del 2022 tenia 1.196 habitants.